# Bengaluru Rural
Bengaluru Rural (tot 1 november 2014: Bangalore Rural) is een district van de Indiase staat Karnataka. Het district telt 1.877.416 inwoners (2001) en heeft een oppervlakte van 5815 km².
Het hoofdkwartier van het districtsbestuur is gelegen in Bangalore zelf, ook al maakt deze stad zelf geen onderdeel uit van dit district, maar van het district Bengaluru Urban. Tot 15 augustus 1986 waren deze twee districten nog één district. In september 2007 werd het zuidwestelijke deel van Bangalore Rural afgesplitst, waardoor het nieuwe district Ramanagara ontstond.
Hoofdstad: Bangalore
Districten:
Divisie Bangalore: Bengaluru Urban · Bengaluru Rural · Chitradurga · Davanagere · Chikkaballapur · Kolar · Ramanagara · Shimoga · Tumkur
Divisie Belgaum: Bagalkot · Belgaum · Bijapur · Dharwad · Gadag · Haveri · Uttara Kannada
Divisie Gulbarga: Bellary · Bidar · Gulbarga · Koppal · Raichur · Yadgir
Divisie Mysore: Chamarajanagar · Chikmagalur · Dakshina Kannada · Hassan · Kodagu · Mandya · Mysore · Udupi